# さがみ湖湖上祭花火大会
さがみ湖湖上祭花火大会（さがみここじょうさいはなびたいかい）は、神奈川県相模原市で開催されている花火大会。

## 概要
1948年（昭和23年）、湖に関係して亡くなられた方々の慰霊と湖の安全を願うために始められた花火大会。打上げ数は約4,000発。尺玉・尺五寸玉・スターマイン・ナイアガラなど多数の種類の花火が打ち上げられる。湖上に花火が水面反射するのが見どころ。2020–22年は中止

## 花火情報
2024年開催の、第72回大会の日程・開催情報
- 打ち上げ数 - 約4,000発
- 打ち上げ時間 - 約75分
- 有料席あり
- 駐車場 - 1,000台有料